# Ovobathysciola majori
Ovobathysciola majori es una especie de escarabajo del género Ovobathysciola, familia Leiodidae. Fue descrita por Edmund Reitter en 1884.

## Distribución
Se encuentra en Cerdeña, Italia.